# Пик, Луиза
Луиза Пик (швед. Louise Pyk; 1849—1929) — шведская оперная певица (сопрано).

## Биография
Родилась 20 марта 1849 года в провинции Сконе в семье капитана дальнего плавания Нильса Пика и его жены Бетти Эмили Пик, урождённой Норделл. В семье росло шестеро детей, родившихся в 1843—1857 годах. Через некоторое время семья переехала в Хельсингборг, где отец устроился на работу в морской порт.
В Хельсингборге Луиза начала брать первые уроки пения. Затем с 1871 года обучалась в Королевской высшей музыкальной школе в Стокгольме, где в числе её учителей был оперный певец (баритон) Фриц Арльберг.
С 1873 года работала в Шведской королевской опере, где её первой ролью стала Агата в опере Карла Вебера «Вольный стрелок». Затем была партия Донны Эльвиры в «Дон Жуане». проработав в Королевской опере в 1875—1876 годах, направилась за границу. В Милане, Франкфурте и Париже брала частные уроки у известных учителей оперного пения, в том числе и у Полины Виардо и Юлиуса Штокхаузена.
После этого работала по контрактам в оперных театрах Европы, включая лондонский Королевский театр Ковент-Гарден, где проработала несколько сезонов, а зимой выступала на других сценах в городах Великобритании. В 1881—1883 годах её многочисленные концерты проходили по Скандинавии. В начале 1880-х годов познакомилась с Уильямом Бландфордом Ньюсоном, капитаном британской армии, который жил в Америке. Они поженились в 1884 году в Сан-Франциско, где и проживали. Луиза Пик иногда выступала с концертными турами по американскому континенту. В 1891 году они развелись, брак их был бездетным. Пик вернулась на родину в Сконе и жила в Хельсингборге.
В последний раз она выступала в Швеции в Стокгольме в 1893 году в роли Леоноры в «Трубадуре» Джузеппе Верди. До этого у неё были гостевые выступления в столице с заглавными ролями в «Норме» Винченцо Беллини и «Аиде» Верди, а также роль Валентины в «Гугенотах» Джакомо Мейербера.
В последующие годы Луиза Пик продолжала выступать в разных странах мира — давала концерты в Голландии, Германии, Америке, Дании, Мексике и в других местах. Около 1910 года она вышла на пенсию и вела скромный образ жизни на доход в виде ежегодной выплаты наследства, которую она получила от своих подруг — писательницы Хенрики Видмарк и её сестры, оперной певицы Марии Видмарк.
Умерла 8 марта 1929 года в Энгельхольме. Похоронена на городском кладбище Pålsjö kyrkogård.